# Măneciu (gmina)
Măneciu – gmina w Rumunii, w okręgu Prahova. Obejmuje miejscowości Cheia, Chiciureni, Costeni, Făcăieni, Gheaba, Măneciu-Pământeni, Măneciu-Ungureni, Mânăstirea Suzana i Plăiețu. W 2011 roku liczyła 10 331 mieszkańców.